# Eugaleruca
Eugaleruca is een geslacht van kevers uit de familie bladkevers (Chrysomelidae).
De wetenschappelijke naam van het geslacht werd in 1922 gepubliceerd door Laboissiere.

## Soorten
- Eugaleruca bonhourei Laboissiere, 1922
- Eugaleruca congoensis Laboissiere, 1922
- Eugaleruca testacea Laboissiere, 1922
- Eugaleruca tibialis Laboissiere, 1922